# Georg Löw

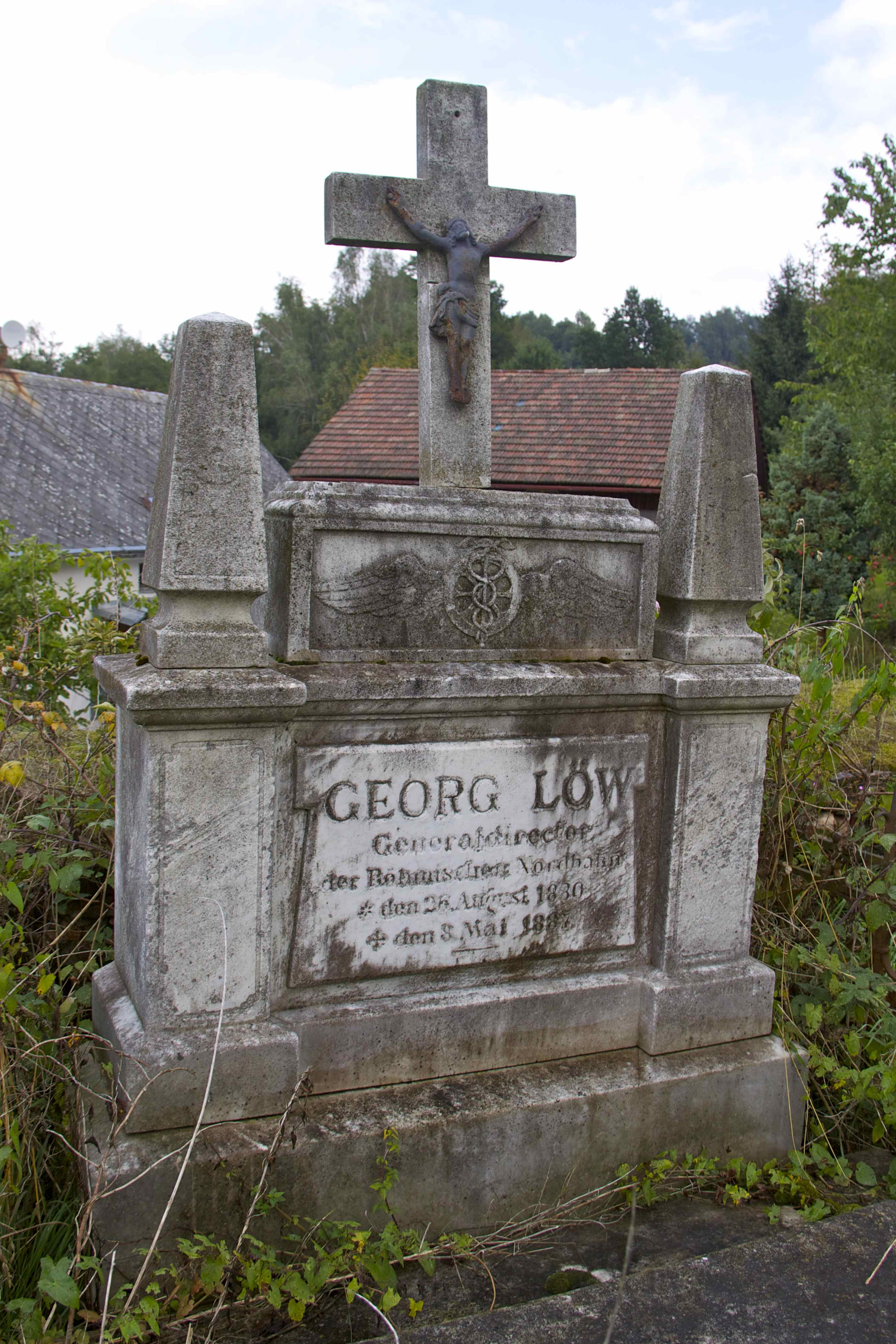
Hrob Georga Löwa v Kopaninách

Georg Löw (26. srpna 1830 Berg – 8. května 1887 Praha) byl rakouský a český železniční inženýr, manažer a politik německé národnosti, v 70. a 80. letech 19. století poslanec Českého zemského sněmu.

## Biografie
Vystudoval pražskou polytechniku a Vysokou školu technickou ve Vídni. V roce 1852 nastoupil na praxi na stavbu železniční trati z Prahy do Podmokel (součást Severní státní dráhy). Následujícího roku přešel na stavbu Buštěhradské dráhy, přičemž na této dráze pak pracoval až do roku 1860, nejdřív jako inženýr a vedoucí v Kralupech. V roce 1860 byl jmenován inspektorem na České západní dráze a působil v tomto železničním podniku i jako ředitel provozu. V roce 1863 se stal vedoucím výstavby Turnovsko-kralupsko-pražské dráhy, kde pak od roku 1865 zastával funkci jejího ředitele. Když se v roce 1866 začala stavět Česká severní dráha, působil jako vedoucí její výstavby a následně od roku 1868 i ředitel zprovozněné dráhy, přičemž si udržel i svůj post v čele Turnovsko-kralupsko-pražské dráhy. Od roku 1883 byl generálním ředitelem zvětšené železniční společnosti Česká severní dráha, která do sebe sloučila i Turnovsko-kralupsko-pražskou dráhu.
V 70. letech 19. století se zapojil i do zemské politiky. V zemských volbách v roce 1872 byl zvolen na Český zemský sněm za kurii venkovských obcí (obvod Cheb – Vildštejn – Aš). Mandát obhájil za týž obvod ve volbách v roce 1878 a volbách v roce 1883. Na sněmu aktivně působil až do prosince 1886, kdy němečtí poslanci spustili politiku pasivní rezistence. Byl také členem zemského výboru. Na sněmu se specializoval na finanční a železniční otázky. Měl zásluhu na výstavbě zemské porodnice, Zemského ústavu pro choromyslné v Dobřanech nebo německého dívčího lycea v Praze. Zasedal jako kurátor České spořitelny. Po 17 let stál ve vedení německého polytechnického spolku v Praze.
Za zásluhy o provoz železnic během války v roce 1866 mu byl udělen Řád Františka Josefa. V roce 1876 získal Řád železné koruny. V roce 1882 mu za zásluhy o výstavbu drah v Čechách udělilo město Velký Šenov čestné občanství. Čestné občanství mu udělily i Kralupy a další obce. Zemřel v květnu 1887.